# Escola Profissional de Comunicação e Imagem
A Escola Profissional de Comunicação e Imagem (EPCI) é um estabelecimento de ensino profissional, situada no centro da cidade de Lisboa, Portugal. Fundada em 1989, é uma das escolas profissionais mais antigas do país. Situada no centro da capital portuguesa (Picoas), a EPCI recorre à simpatia e à tecnologia para educar os seus alunos nos cursos profissionais de marketing, audiovisuais e multimédia.
Para uma maior e melhor educação e adaptação ao mundo do trabalho a EPCI põe à disposição dos alunos uma regie, uma sala de som, várias salas multimedia e ainda dezenas de câmeras fotográficas e de filmar profissionais que podem ser requisitadas a qualquer momento desde que haja disponibilidade material.